# Lagotis stelleri
Lagotis stelleri là một loài thực vật có hoa trong họ Mã đề. Loài này được (Cham. & Schltdl.) Rupr. mô tả khoa học đầu tiên.